# Bass Astral
Bass Astral, właśc. Jakub Tracz, także Kuba Tracz (ur. ok. 1993) – polski producent muzyki elektronicznej oraz basista. Artysta solowy, a także występujący w zespole Clock Machine (2009–2017) oraz w duecie Bass Astral x Igo (2015–2021).

## Życiorys
Wychował się w Brzeźnicy. W wieku 16 lat zamieszkał w Krakowie, gdzie podjął naukę w liceum oraz dołączył do zespołu Clock Machine, w którym przez 8 lat był basistą (2009–2017). W 2011 grupa podpisała kontrakt z wytwórnią Universal Music Polska i wydała debiutancki minialbum Clock Machine. W okresie, w którym występował w Clock Machine, ukazały się dwa albumy studyjne zespołu: Greatest Hits (2014), Love (2015).
Największą popularność przyniósł mu współtworzony z Igorem „Igo” Walaszkiem projekt Bass Astral x Igo (2015–2021), w ramach którego wydali 3 płyty oraz zdobyli 2 złote płyty. Po zakończeniu współpracy z Igo postawił na karierę solową, wydając w 2022 płytę Techno do miłości, nominowaną w 2023 do Fryderyka w kategorii album roku – elektronika.

## Wyróżnienia
| Rok  | Kategoria                           | Nagroda                 | Uwagi                                         |
| ---- | ----------------------------------- | ----------------------- | --------------------------------------------- |
| 2019 | dla najlepszego polskiego wykonawcy | MTV Europe Music Awards | Nominacja (Bass Astral x Igo)                 |
| 2020 | Najlepszy wideoklip (Camerimage)    | –                       | Laureat (Bass Astral x Igo – Feeling Exactly) |
| 2023 | Album roku – elektronika            | Fryderyk                | Nominacja (Bass Astral –Techno do miłości)    |

## Albumy
| Tytuł             | Dane dot. albumu                                              | Sprzedaż          | Certyfikat        |
| Bass Astral x Igo | Bass Astral x Igo                                             | Bass Astral x Igo | Bass Astral x Igo |
| ----------------- | ------------------------------------------------------------- | ----------------- | ----------------- |
| Discobolus        | - Data: 24 czerwca 2016 - Wydawca: Iglo Records - Format: CD  | + 10 000          | ZPAV: złota płyta |
| Orell             | - Data: 19 stycznia 2018 - Wydawca: Iglo Records - Format: CD | + 10 000          | ZPAV: złota płyta |
| Satellite         | - Data: 27 sierpnia 2021 - Wydawca: Iglo Records - Format: CD | –                 | –                 |
| Bass Astral       |                                                               |                   |                   |
| Techno do miłości | - 4 marca 2022 - Wydawca: Mystic Production - Format: CD      | –                 | –                 |